# عزبة السلانكي
قرية عزبة السلانكي هي إحدى القرى التابعة لمركز دمنهور في محافظة البحيرة في جمهورية مصر العربية. حسب إحصاءات سنة 2006، بلغ إجمالي السكان في عزبة السلانكي 1716 نسمة، منهم 874 رجل و842 امرأة.